# Duck Dodgers (série télévisée d'animation)
Pour le personnage, voir Duck Dodgers.
 (mai 2012).
Si vous disposez d'ouvrages ou d'articles de référence ou si vous connaissez des sites web de qualité traitant du thème abordé ici, merci de compléter l'article en donnant les références utiles à sa vérifiabilité et en les liant à la section « Notes et références ».
Duck Dodgers est une série télévisée d'animation américaine en 39 épisodes de 22 minutes, diffusée du 23 août 2003 au 11 novembre 2005 sur Cartoon Network, puis sur Boomerang.
En France, elle est diffusée depuis le 5 janvier 2004 sur la chaîne Boomerang, puis à partir du 1er février 2004 sur France 3 dans Bunny et tous ses amis. Rediffusion et diffusion d'épisodes inédits de la saison 3 dès le 6 juillet 2009 dans Toowam toujours sur France 3. La série fut également diffusée à partir de 2014 sur Canal+ Family dans le cadre de l'émission Cartoon +. En Belgique, la série a été diffusée sur La Trois dans le cadre de Ouftivi. Au Québec, il a été diffusé à partir du 11 mars 2004 sur Télétoon.

## Synopsis
Cette série, tirée du dessin animé Duck Dodgers au XXIVe siècle et des poussières (Duck Dodgers in the 24½th Century), narre les aventures de Duck Dodgers (alias Daffy Duck), membre du Protectorat Intergalactique Terrien, sorti d'un état de congélation survenu accidentellement au XXIe siècle. Désormais dans le XXIVe siècle, il doit défendre la Terre des attaques martiennes, menées par le Commandant des Martiens (alias Marvin le Martien), en compagnie de son coéquipier le Zélé Cadet de l'Espace (alias Porky Pig).

## Fiche technique
- Réalisation : Spike Brandt, Tony Cervone
- Scénario : Spike Brandt, Tony Cervone, Kevin Seccia, Paul Dini, Tom Minton
- Musique : Robert Kral
- Générique : « The Duck Dodgers Theme » écrit par Wayne Coyne et Steven Drozd. Interprété par Tom Jones et The Flaming Lips.
- Société de production : Warner Bros. Animation
- Producteur exécutif : Sander Schwartz
- Pays d'origine :  États-Unis
- Genre : Aventure, Comédie, Science-fiction
- Doublage français : Studio Dubbing Brothers sous la direction de Nathalie Raimbault. Adaptation de Michel Berdah.

## Distribution

### Voix originales
- Joe Alaskey : Daffy Duck / Duck Dodgers, Marvin / Commandant des Martiens
- Bob Bergen : Porky Pig / Le Zélé Cadet de l'espace
- Michael Dorn : Robot Centurion Martien
- Tia Carrere : Reine Martienne
- Richard McGonagle : Q.I. de Génie
- John O'Hurley : Capitaine Johnson

### Voix françaises
- Patrick Guillemin : Daffy Duck / Duck Dodgers / Taz / voix additionnelles
- Michel Mella : Porky Pig / Le Zélé Cadet de l'Espace
- Jean-Loup Horwitz : Marvin, commandant des Martiens X-2
- Véronique Alycia : Reine Tyrannie de Mars / voix additionnelles
- Michel Prud'homme : Dr Q.I. de Génie
- Patrice Dozier : Elmer Mère / voix additionnelles
- Patrick Préjean : K'Chutha Sa'am
- Pascal Renwick : Canasta
- Marjorie Frantz : Agent Yoshimi
- Bernard Métraux : Star Johnson, Robot Centurion (1re voix), voix additionnelles
- Michel Vigné : Zag / Nosfératu / Robot Centurion (2e voix), voix additionnelles
- Jérémy Prévost : Dr Qui c'est / voix additionnelles
- Patricia Legrand : Babyface / voix additionnelles
- Sébastien Desjours : Bertie / voix additionnelles
- Pascal Casanova : voix additionnelles
- Marie-Charlotte Leclaire : voix additionnelles
- Marc Saez : voix additionnelles
- Laura Préjean : voix additionnelles

## Épisodes

### Première saison (2003)
1. Le Procès de Duck Dodgers / Chenille, devine qui vient diner
2. Mon ami le robot / Rapide comme l'éclair
3. La Coquine de l'espace / L'Espion qui ne m'aimait pas
4. On emménage au troisième âge / Où est passé le petit génie?
5. À nous deux grassouillet / Deux canards en chaînes
6. Kaddy Klebs / Porky Porcator
7. Fais-moi trembler Dodgers
8. La Colère de Canasta / On a volé le cerveau de Duck Dodgers
9. La Lanterne verte
10. Naissance d'un héros / Pour l'amour d'une reine
11. Bienvenue sur la planète Hollywood
12. Une reine pas commode / Test d'évaluation
13. Mon plus grand ennemi / Duck Dodgers démissionne

### Deuxième saison (2004-2005)
1. La Planète des Porcs
2. Sus à l'invictus / Mon ami la bête
3. La Menace Monstringard / K-9 à la chasse
4. Quel talent ! / Amour paternel
5. Cadet de recharge / La Panthère sidérale
6. Elmer est démonté
7. Le Masque de Xéro / Le voyant est allumé
8. Dodgers contre Taz / Dodgers démistifié
9. Le Seigneur des nonos / Le vieux McDodgers a une ferme
10. Diva mon amour / La Vie de château
11. Le Roi du surf / Samurai couac
12. Déclaration de guerre ou de paix : première partie
13. Déclaration de guerre ou de paix : deuxième partie

### Troisième saison (2005)
1. Jusqu'à ce que la mort nous sépare
2. Un vilain très beau / Seul sur une île déserte
3. Dodgers chez les sous-doués / Jeux-télés ? Jetez-les !
4. Harley-Dodgerson / Bulletin de santé
5. Capitaine de l'année / Le robot idéal
6. Le boogie du diamant / Cochon coté en bourse
7. Le Canard qui valait trois milliards
8. La Petite souris est là / Du sang dans les bulles
9. Les Chasseurs de primes / Une planète au dessert
10. Voyage au centre du cerveau
11. L'art du désastre / Le gang serpenti
12. On ne vous entend pas chanter dans l'espace / Un copilote catastrophique
13. Héros pour de vrais

## Clins d'œil
- La première page du calendrier apparaissant brièvement lors du générique de début est celle du 23 août 2003. Voulant sous-entendre la date de congélation accidentelle de Duck Dodgers, il s'agit également de la date de première diffusion de la série aux États-Unis.
- Certains héros de la bande des Looney Tunes apparaissent en guest-star, comme Sam le pirate, Elmer Fudd, Vil Coyote ou encore Taz, chacun dans un rôle bien approprié.
- Cette série est une parodie de Buck Rogers qui a inspiré le nom de la série et du héros, l'animation suspendue comme dans les comics et la série télévisée du même nom, de l'héroïsme du héros[2],[3].